# Dywin
Dywin (biał. Дзівін, ukr. Дивин) – wieś (dawniej miasteczko) na Białorusi, na Polesiu, w obwodzie brzeskim, w rejonie kobryńskim, blisko granicy z Ukrainą.
Siedziba dwóch parafii prawosławnych (w dekanacie kobryńskim) – pw. Narodzenia Matki Bożej i pw. św. Paraskiewy.

## Historia

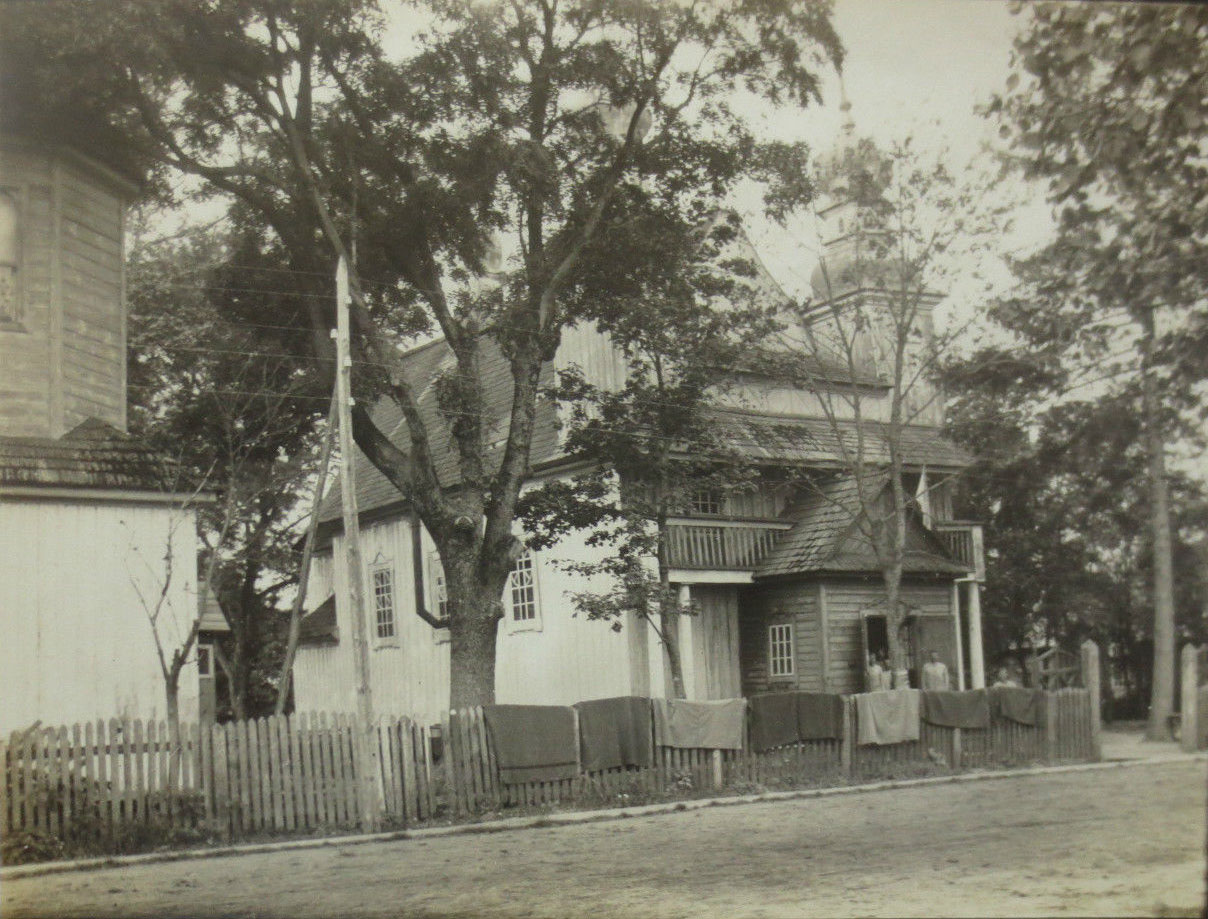
Dywin w 1917 r.

Miasto królewskie położone było w końcu XVIII wieku w ekonomii brzeskiej w powiecie brzeskolitewskim województwa brzeskolitewskiego. W 1642 otrzymało prawa miejskie magdeburskie od króla Polski Władysława IV Wazy.
Według Słownika geograficznego Królestwa Polskiego miasteczko liczyło 2490 mieszkańców (1878 rok) i posiadało dwie cerkwie, bożnicę i parafię katolicką dekanatu kobryńskiego; jarmarki odbywały się 2 razy do roku.
W II Rzeczypospolitej w województwie poleskim, w powiecie kobryńskim. Początkowo była to gmina miejska (miasto w 1921 roku liczyło 2299 mieszkańców), następnie zdegradowana do rzędu wsi i włączona do gminy Dywin.
Podczas okupacji hitlerowskiej, pod koniec 1941 roku Niemcy utworzyli getto dla żydowskich mieszkańców. Przebywało w nim około 1000 osób. 13 sierpnia 1942 roku Niemcy zlikwidowali getto, a Żydów zamordowano w okolicy. Sprawcami zbrodni byli Niemcy oraz lokalna policja. 

## Zabytki
- Cerkiew św. Paraskiewy Piątnicy – pierwotnie ufundował król Jan Kazimierz w 1660 r., a obecna cerkiew jako unicka powstała w latach 1740–1743. Ponad wejściem rozciągał się balkon dla muzyków. Kruchta została dobudowana przez prawosławnego inwestora w 1869 r. zmieniając formę fasady.
- Cerkiew Narodzenia Najświętszej Maryi Panny z 1902 roku.